# Розкривальні виробки

Розкривальні виробки, розкривні виробки (рос. вскрывающие выработки, англ. development workings, нім. Ausrichtungsbaue m pl, Aufschlussorte n pl (Aufschlussörter n pl) — гірничі виробки, що призначені для розкриття шахтного поля на першому або наступних горизонтах. Всі Р.в. за їх призначенням поділяються на головні та допоміжні.
До головних відносяться виробки, що мають вихід безпосередньо на денну поверхню і призначені для розкриття всього шахтного поля та технологічного зв'язку між робочими горизонтами і поверхнею. До них належать: вертикальні стволи, похилі стволи і штольні.
До допоміжних відносяться виробки, що не мають безпосереднього виходу на денну поверхню і призначені для розкриття і обслуговування окремих частин шахтного поля. До них належать: квершлаґи, сліпі стволи та ґезенки, як вертикальні, так і похилі.
У залежності від того, яку частину шахтного поля обслуговують допоміжні розкривні виробки, вони поділяються на капітальні, погоризонтні, поверхові та панельні.
Капітальними називаються виробки, які обслуговують все шахтне поле впродовж усього терміну існування шахти. Якщо ж виробка обслуговує тільки окрему частину шахтного поля: горизонт, поверх або панель, то вона, відповідно, носить назву погоризонтної, поверхової або панельної.
При відкритій розробці корисних копалин як розкривальні виробки застосовують траншеї.